# Paul Phoenix
Paul Phoenix (ポール・フェニックス, Pōru Fenikkusu) é uma personagem da franquia Tekken, desenvolvida pela Bandai Namco Entertainment. Introduzido no primeiro jogo da série, ele é o único personagem jogável em todas as edições da franquia.
Ele é retratado como um motociclista mal-humorado e praticante de kyokushin que entra repetidamente nos torneios da série na esperança de ganhar o prêmio em dinheiro e provar que é o melhor lutador do mundo. Apesar de sua carreira invejável, ele sempre fracassa por motivos inusitados. No decorrer da franquia, constrói rivalidade com Kazuya Mishima e Kuma.

## Designe jogabilidade
O produtor de Tekken, Katsuhiro Harada, revelou que Paul foi inspirado em mangás japoneses, especificamente Jean Pierre Polnareff da série JoJo no Kimyo na Boken. Paul tem canonicamente 25 anos na época de sua estreia em Tekken em 1994. Seu traje padrão ao longo da série é um judogi vermelho sem mangas e luvas pretas acolchoadas, ostentando uma tatuagem de escorpião em seu braço direito. Paul recebe um novo visual para Tekken 7, com seu kimono vermelho substituído por trajes casuais com temas vermelhos, brancos e azuis.

## Aparição

### Na franquiaTekken
Paul Phoenix é um motociclista e artista marcial americano impetuoso que regularmente entra nos torneios de luta para provar que é "o lutador mais duro do universo", enquanto espera usar o dinheiro do prêmio para pagar suas dívidas, mas não consegue. No primeiro Tekken, Paul teve um bom desempenho, e ele passou a enfrentar Kazuya Mishima nas semifinais, mas foi derrotado por pouco após uma batalha furiosa que durou horas. Em Tekken 2, ele repete a performance mas é obrigado a desistir após ficar preso no trânsito em decorrência de uma colisão de vários carros na via expressa. No torneio seguinte, em Tekken 3, derrota Ogre mas não se atenta com em sua transformação monstruosa em True Ogre e é derrotado. Como resultado, em Tekken 4, o dojo de Paul faliu devido à falta de alunos e ele acaba sendo um alcoólatra sem-teto.[carece de fontes?]
Durante as duas primeiras competições, Paul lutou e derrotou Kuma, um grande urso pardo treinado em combate por Heihachi, mas é derrotado no quarto torneio. Em Tekken 5, ele consegue sua vingança contra o urso, mas não vence a competição por exaustão. Novamente saindo do torneio sem dinheiro, logo se inscreve em Tekken 6 na esperança de finalmente aliviar seus problemas financeiros. Desta vez, ele acredita que montar uma equipe aumentaria suas chances de vitória e, por isso, une forças com o velho amigo Marshall Law e o boxeador Steve Fox.

### Em outras mídias
Paul faz uma aparição em Tekken: The Motion Picture como um dos competidores do torneio, e é visto carregando uma inconsciente Michelle Chang para fora da explosão do resort Mishima. Ele também teve papéis principais e secundários em várias séries de quadrinhos Tekken publicadas entre 1997 e 2017. Em 1998, a Epoch Co. lançou uma figura de ação de Paul em uma roupa de couro preto como parte de sua coleção Tekken 3, que foi embalado com um expositor e um conjunto extra de mãos intercambiáveis.

## Recepção
"Paul começou em Tekken como o Ken para o Ryu de Kazuya, mas as coisas não continuaram assim para Paul, pois cada vez mais ele se tornava um personagem-piada. Às vezes ele está implorando por dinheiro a seu velho amigo Law, às vezes ele vence a primeira luta contra o chefe final e sai antes que o segundo apareça, e outras vezes ele está lutando contra um urso. Um motociclista com uma cabeleira impressionante, Paul Phoenix pode ser bobo, mas pelo menos é determinado (ou burro demais para saber quando está derrotado)."

—Henry Gilbert, GamesRadar+, 2012
Paul recebeu críticas mistas por sua jogabilidade, caracterização e penteado distintos. Matt Swider, da Gaming Target, classificou-o como o décimo melhor personagem de Tekken em 2006. Em sua prévia de Street Fighter × Tekken de 2012, Nate Ming, da Crunchyroll, descreveu Paul e Marshall Law como "empreendedores para enriquecimento rápido ".  Kevin Wong, da Complex, classificou Paul em terceiro lugar entre seus vinte melhores personagens da franquia em 2013. Wesley Yin-Poole, da Eurogamer, escreveu que Paul era seu personagem preferido para jogar em Tekken 3, devido ao seu design e soco contundente. Em 2015, Dan Paradis, da WatchMojo.com, classificou Paul como o quinto melhor personagem de Tekken: "Ele é um lutador americano robusto tentando se tornar 'O cara mais durão do universo', e é difícil imaginar alguém questionando sua reivindicação do título”, enquanto Gavin Jasper, do Den of Geek, escreveu em 2016 que Paul merecia ser o personagem central em uma oitava edição de Tekken. Em uma enquete oficial realizada pela Namco em 2012, Paul foi o terceiro personagem mais solicitado para inclusão em Tekken × Street Fighter, recebendo 15,83% (13.975) de 88 280 votos.
Rich Knight, da Complex classificou o "ridículo" Paul de Tekken 5 em segundo lugar em sua lista de 2012 dos quinze momentos "mais loucos" da série. A 4thletter.net classificou-o em 127º em sua seleção de 2013 dos 200 melhores finais de jogos de luta, ao compará-lo ao personagem-piada de Street Fighter, Dan Hibiki. Embora o ator de Street Fighter: Assassin's Fist, Joey Ansah, tenha chamado Paul de seu personagem favorito de Tekken em uma entrevista de 2014, criticou seu papel na série como "uma piada".
A publicidade impressa de Tekken 2 apresentava o slogan: "Paul Phoenix está prestes a enfrentar 23 lutadores. Quem é a primeira pessoa que ele deve matar? Seu barbeiro." Em 2010, Michael Grimm, da GamesRadar, expressou seu desejo de uma luta entre Paul e o personagem de Street Fighter Guile para o então inédito Street Fighter × Tekken, citando "seu cabelo horrível". Tom Goulter, da mesma revista, descreveu-o como "o Ken do Street Fighter [tendo] enfiado o dedo em uma tomada elétrica." Alex Langley, do Arcade Sushi, classificou-o entre os "10 melhores penteados de personagens de videogame" em 2013. Liana Kerzner, do 411Mania.com, classificou-o em quarto lugar em sua seleção dos "oito melhores penteados de videogame" no mesmo ano: "Paul leva o título de Rei do Stupid Hair, mesmo que ele nunca consiga vencer um torneio de luta." [38] A ShortList incluiu Paul em um artigo intitulado "The Rules of Video Game Hairstyles": "Como ele consegue manter uma estrutura semelhante a um penhasco? Está além do nosso conhecimento de cuidados pessoais. São oceanos de spray de cabelo?"